# Зоран Караћ
Зоран Караћ (Нови Сад, 30. јуна 1995) српски је фудбалер.

## Трофеји и награде
Кабел
- Српска лига Војводина : 2018/19.[5]

Младост Нови Сад
- Прва лига Србије : 2021/22.[6]